# Asalto al consulado estadounidense en Bengasi
El asalto al consulado estadounidense en Bengasi se produjo el 11 de septiembre de 2012 en esa ciudad del este de Libia. Los combates provocaron la muerte de cuatro estadounidenses, entre ellos la del embajador estadounidense en el país magrebí, Christopher Stevens, así como la de varios soldados y funcionarios.

## Desarrollo

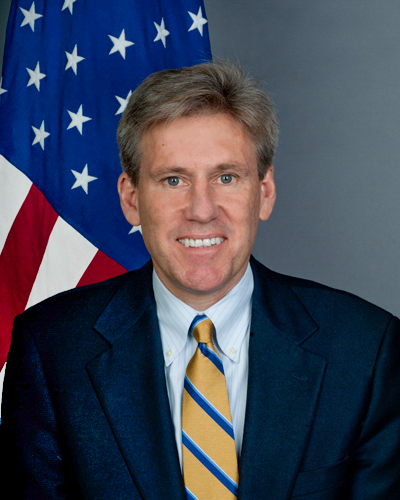
El embajador Christopher Stevens falleció en el ataque.

Durante la noche del 11 de septiembre, varios manifestantes, entre los que había algunos criminales, se congregaron frente al consulado estadounidense en Bengasi para protestar contra La inocencia de los musulmanes, una película considerada antiislámica y producida en EE. UU. que ridiculizaba al profeta Mahoma. Paralelamente, otras concentraciones similares tuvieron lugar en El Cairo, Egipto.
Los agentes de seguridad del consulado creyeron que se trataba de un ataque y dispararon sobre los manifestantes,[cita requerida] lo que agravó la situación.[cita requerida] Después de esto, varios milicianos armados atacaron el complejo y le prendieron fuego.[cita requerida]
El viceministro de Interior para el oriente de Libia, Wanis al Sharf, recibió la orden de no intervenir militarmente para evitar el agravamiento de la situación.
En ese preciso momento, había 3 personas en el interior del edificio: el embajador Stevens, el técnico Sean Smith y un guardia de seguridad estadounidense. El guardia consiguió escapar y volvió alrededor de una hora después para socorrer al embajador, pero ya no estaba allí. En algún momento indeterminado, el embajador Christopher Stevens salió del edificio y se desplazó en un coche, posiblemente junto con dos guardaespaldas, y pudo haber sido atacado durante su desplazamiento en el vehículo. De algún modo, llegó al hospital, quizás escoltado por varios libios, se desconoce si vivo o ya muerto. El médico que lo examinó en el hospital verificó ─después de casi 90 minutos intentando reanimarle─ su muerte a causa de una asfixia por inhalación de humo.
A las 05:00 del 12 de septiembre, un comando de fuerzas estadounidenses se desplazó desde Trípoli a Bengasi para rescatar a los 32 diplomáticos (que se encontraban refugiados en un edificio cercano protegido por fuerzas de seguridad libias) y evacuar a los muertos, pero probablemente fueron emboscados y quizás muriesen 2 soldados y entre 12 y 14 resultasen heridos.
Los cuerpos de los muertos fueron transportados al aeropuerto de Bengasi, para después ser trasladados en avión a Trípoli y luego hacia una base aérea estadounidense en Alemania para finalmente ser repatriados a los Estados Unidos.
En la mañana del miércoles, el consulado estaba completamente vacío. Las paredes estaban carbonizadas y un pequeño fuego ardía en el interior de uno de los edificios. Un pequeño grupo de hombres trabajó para extinguir las llamas y tres hombres de seguridad examinaron brevemente la escena.

## Bajas
Los fallecidos a causa del ataque fueron:
Muertos confirmados

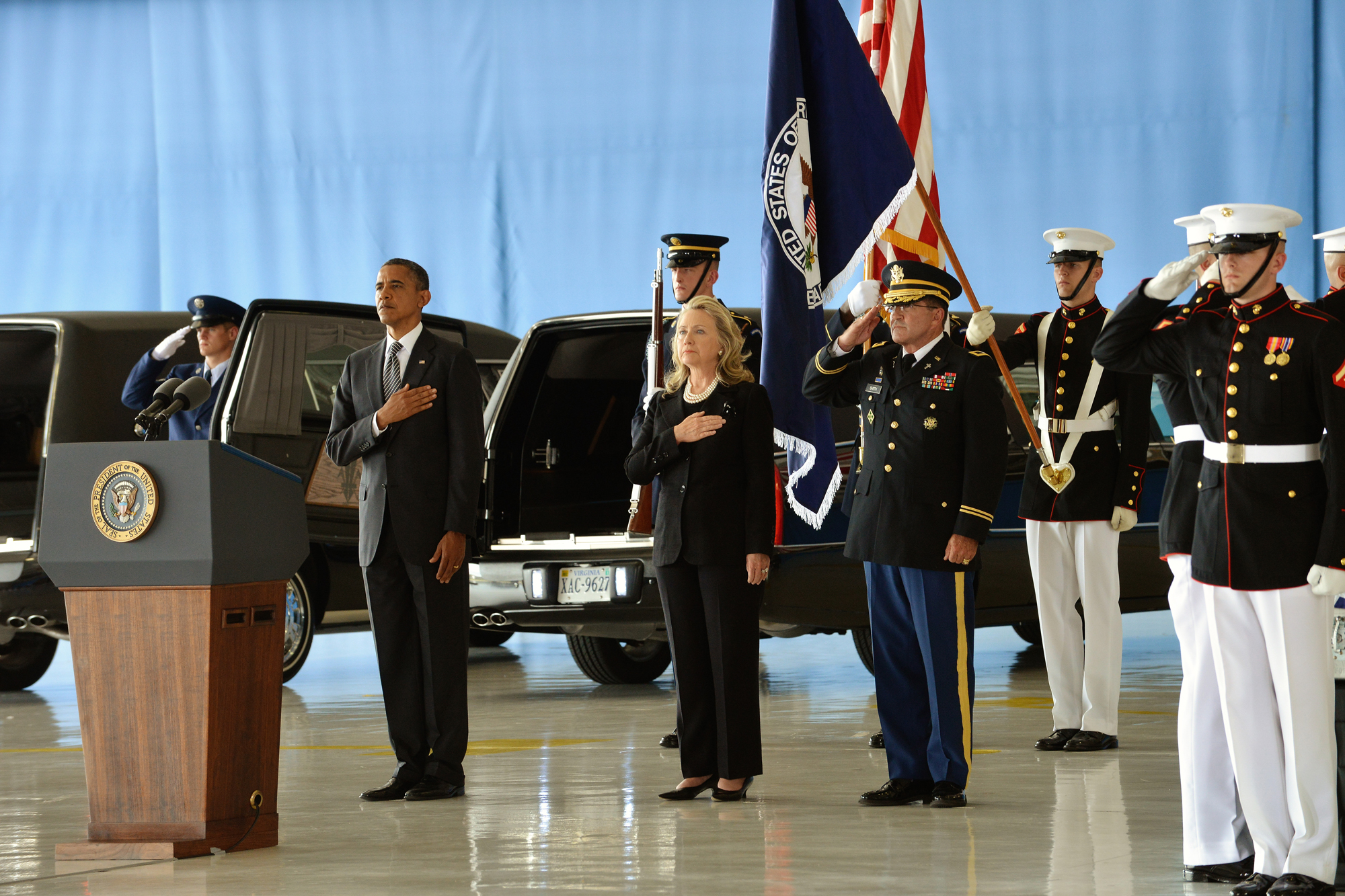
Funeral de las víctimas estadounidenses

- El embajador estadounidense Christopher Stevens.
- Sean Smith (especialista en tecnologías estadounidense).[8]
- Glen Doherty, un SEAL estadounidense.[9]
- Tyrone Woods (41 años) SEAL estadounidense.[10]

El presidente de EE. UU., Barack Obama, y la secretaria de Estado, Hillary Clinton, encabezaron una solemne ceremonia en la base aérea de Andrews, donde llegaron en avión los cuerpos de los fallecidos.
Muertos no confirmados
- 10 miembros del Ejército Libio.[7]
- 4 de los asaltantes salafistas.[5]

## Causas

### La inocencia de los musulmanes
La primera versión de los hechos, es que el ataque fue provocado por radicales islámicos en protesta por la película La inocencia de los musulmanes, una sátira de Mahoma en el que le retratan como a un inepto que mantiene relaciones sexuales y que duda incluso de que fuese portador de la palabra de Alá.

### Ataque planificado: 11-S
Para algunos expertos el ataque fue previamente planeado en la fecha simbólica del 11-S por radicales musulmanes ligados a Al Qaeda, usando la manifestación surgida por la película "La Inocencia de los Musulmanes" como tapadera.
El 15 de septiembre, Al-Qaeda en la Península arábiga se adjudicó la responsabilidad del ataque, en venganza por la muerte de su número dos, Abu Yehia al-Libi, en una ofensiva estadounidense en Pakistán.

### Leales gadafistas
Una tercera versión, ofrecida inicialmente por las autoridades libias (aunque luego descartada) es que el ataque había sido llevado a cabo por leales al derrocado líder Muamar el Gadafi en venganza por la detención de Abdullah al Senussi, quien fuera jefe del servicio de espionaje durante el gobierno del líder libio.

## Consecuencias
Como consecuencia del asalto, EE. UU decidió enviar 50 marines de la Flota del Equipo de Seguridad Antiterrorista y dos buques de guerra a Libia, así como evacuar su personal diplomático en el país. Asimismo, se designó al FBI y a la CIA la misión de investigar lo ocurrido.
Paralelamente, se inició una operación conjunta con las autoridades libias para encontrar a los culpables y se realizaron varias detenciones.
Además, el gobierno libio constituyó una comisión independiente para investigar lo ocurrido.
El malestar de la población libia frente a la falta de seguridad y al excesivo poder a la milicias dio lugar a una serie de altercados que acabó forzando la disolución de varias brigadas.

## Reacciones internacionales

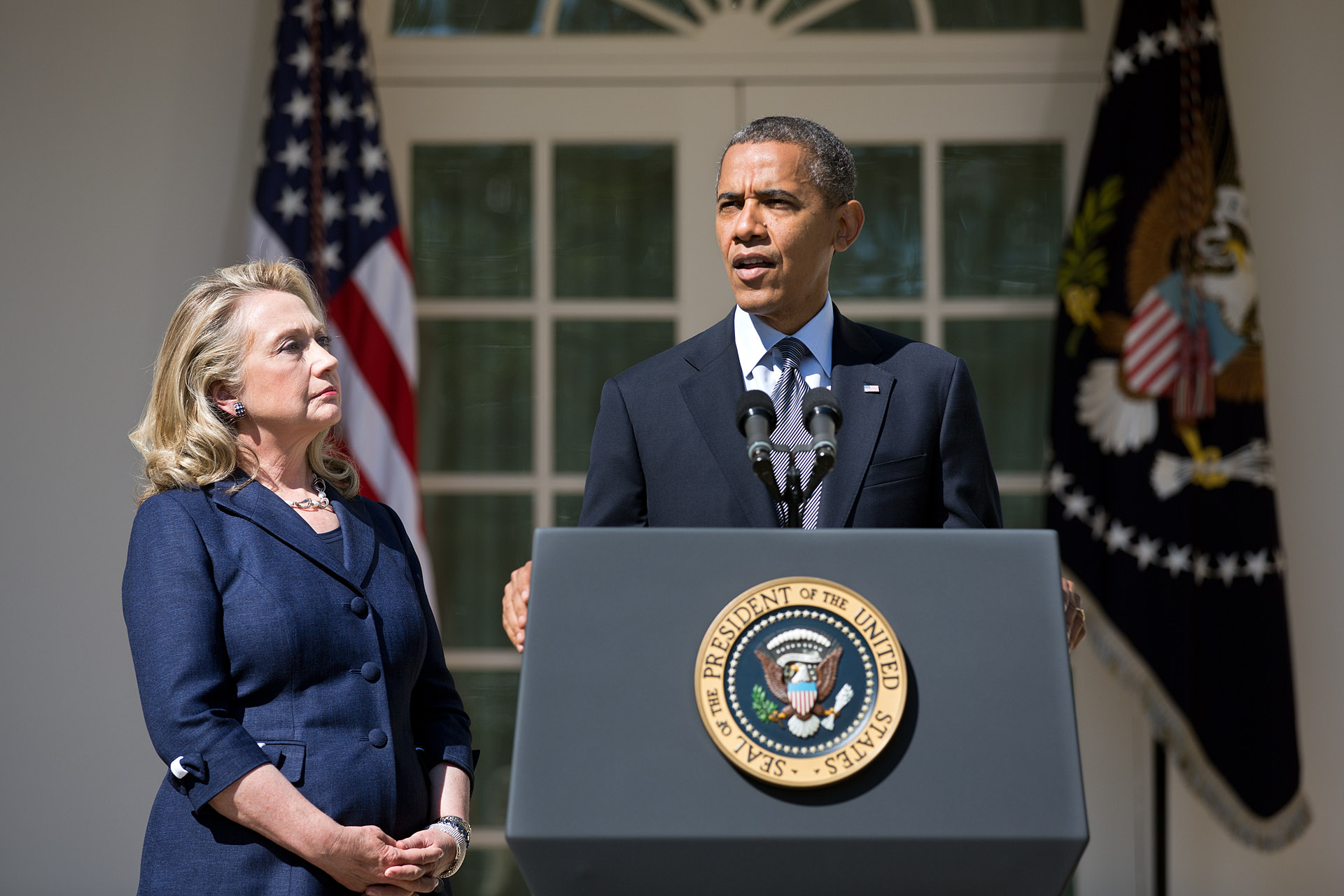
El presidente Obama y Hillary Clinton dieron una rueda de prensa sobre lo ocurrido en Bengasi.

- Estados Unidos — El presidente Obama condenó "en los términos más fuertes posibles" el "indignante y horrible" ataque al consulado de Bengasi, y aseguró que  "EE.UU.  es un país que respeta todas las creencias religiosas y rechaza todos los intentos de denigrar las de otros, pero no hay absolutamente ninguna justificación para este tipo de violencia sin sentido." Anunció que su gobierno trabajaría "con el Gobierno libio para llevar ante la Justicia a los asesinos que atacaron a nuestros diplomáticos". Sobre el embajador Stevens, dijo que era un "ejemplo" a seguir que "trabajó sin descanso para apoyar a joven democracia (libia)"[19]

La secretaria de Estado, Hillary Clinton, afirmó  que el grupo que atacó el consulado era "un grupo pequeño y despiadado que no representa ni al pueblo ni al Gobierno de Libia" que realizó un acto "injustificado" que "debería conmover a los pueblos de cualquier fe en todo el mundo" y refiriéndose al embajador fallecido, dijo que el mundo necesita más personas como Stevens, "un enamorado de Oriente Medio".
- Libia — El primer ministro de Libia, Mustafa Abushagur, consideró al ataque un acto "cobarde y criminal".[21]

Decenas de libios se manifestaron en Bengasi para expresar su pesar por la muerte del embajador y para demostrar que los radicales no representaban a toda la sociedad del país.